# Via San Lorenzo
La Via San Lorenzo est l'une des rues principales du centre historique de Gênes.

## Histoire
La création de la rue fait suite au besoin d'expansion du réseau routier de la ville au début du XIXe siècle, notamment pour pouvoir relier la zone portuaire au centre de Gênes. En 1808, pendant la période de dépendance à l'Empire napoléonien, un tracé fut proposé par l'ingénieur français Roussigné reliant la piazza Banchi ou piazza De Marini à la piazza San Domenico, mais fut rejeté par le conseil municipal en raison de la difficulté de réalisation. La proposition de Gaetano Cantoni semble plus avantageuse, qui proposa en 1811 quelques variantes qui auraient permis de démolir un plus petit nombre de bâtiments et de répondre aux besoins des habitants ; cependant, tout resta suspendu jusqu'au 5 mars 1824, date à laquelle le projet du premier tronçon de la rue entre Porta di San Tommaso et Piazza delle Chiappe fut approuvé. Le projet du deuxième tronçon, qui relierait la Piazza Banchi à la Piazza San Domenico, rencontra une forte opposition, mais fut néanmoins approuvé le 17 novembre 1825. Cependant, tous ces projets sont bloqués par le manque de ressources financières, et la construction du réseau routier prévu doit encore être reportée.
Enfin, en 1835, un projet définitif de rue carrossable qui, de la Porta di San Tomaso en direction du quai et du port jusqu'à la douane, et de là vers San Lorenzo, Piazza Nuova et San Domenico, passe par Giulia jusqu'à la Porta dell'Arco a été autorisée par le royaume de Sardaigne du nouveau roi Carlo Alberto de Savoie, et de 1837 à 1840 la démolition de bâtiments et le nivellement de la route ont été effectués ; l'ancienne rue San Lorenzo a ainsi été agrandie, tandis que la piazza San Lorenzo a été élargie et abaissée d'environ un mètre et demi, laissant place à la cathédrale San Lorenzo. Le renouvellement de la zone impliqua également les bâtiments, dans lesquels les façades sont reconstruites (comme dans le cas du Palazzo Sinibaldo Fieschi) ou de nouvelles sont ajoutées à celles existantes (Palazzo Boggiano).
A l'achèvement de la rue, au milieu du XIXe siècle, la ville avait donc construit une infrastructure destinée au trafic portuaire ; cependant, principalement en raison de l'entrée du chemin de fer dans le port, la via San Lorenzo perd rapidement son objectif initial et, grâce à sa position centrale, devient davantage une rue de représentation.
La via San Lorenzo a subi des rénovations majeures dans les systèmes souterrains, dans le sol, dans le système d'éclairage et dans les façades des bâtiments entre 2000 et 2001, à l'occasion du G8 tenu à Gênes en 2001. La rue est depuis devenue piétonne.

## Description
La via San Lorenzo relie la piazza Raibetta à la piazza Matteotti. La place du même nom s'ouvre le long de son tracé, devant la cathédrale de Gênes.
Elle est bordée de neuf palais du côté qui abrite la cathédrale, et de dix palais du côté opposé ; parmi eux, six palais appartiennent au système des Rolli selon lequel les bâtiments nobles étaient divisés aux XVIe et XVIIe siècles.

### Palais des Rolli
| Palais                                       | Adresse             | Propriétaire                          | Image |
| -------------------------------------------- | ------------------- | ------------------------------------- | ----- |
| Palais Centurione-Gavotti                    | Via San Lorenzo 5   | Giovanni Battista Centurione          |       |
| Palais Durazzo-Zoagli                        | Via San Lorenzo 8   |                                       |       |
| Palais Senarega-Zoagli                       | Grand Sanguineti 11 | Mattia Senarega                       |       |
| Palais Bendinelli Sauli                      | Via San Lorenzo 12  | Bendinelli Sauli                      |       |
| Palais Sinibaldo Fieschi                     | Via San Lorenzo 17  | Sinibaldo Fieschi                     |       |
| Palais Orazio et Gio Francesco De Franceschi | Via San Lorenzo 19  | Horace et Gio Francesco De Franceschi |       |